# Фейяз Учар
Фейяз Учар (тур. Feyyaz Uçar, нар. 27 жовтня 1963, Стамбул) — турецький футболіст, що грав на позиції нападника, зокрема за «Бешикташ», а також національну збірну Туреччини.
По завершенні ігрової кар'єри — тренер.

## Клубна кар'єра
У дорослому футболі дебютував 1981 року виступами за команду «Бешикташ», в якій провів тринадцять сезонів, взявши участь у 320 матчах чемпіонату. Більшість часу, проведеного у складі «Бешикташа», був основним гравцем атакувальної ланки команди і одним з її головних бомбардирів, маючи середню результативність на рівні 0,53 гола за гру першості. Ставав у складі «Бешикташа» п'ятиразовим чемпіоном Туреччини, по три рази вигравав Кубок і Суперкубок країни. В сезоні 1989-1990 із 28-ма забитими голами ставав найкращим бомбардиром турецької футбольної першості.
1994 року перейшов до «Фенербахче». Протягом сезону був серед гравців основного складу, а по ходу наступного, переможного для «Фенербахче», сезону 1995/96 перейшов до «Антальяспор».
Завершував ігрову кар'єру у друголіговому «Кушадасиспорі» в сезоні 1996/97 років.

## Виступи за збірну
1987 року дебютував в офіційних матчах у складі національної збірної Туреччини.
Загалом протягом семирічної кар'єри в національній команді провів у її формі 25 матчів, забивши 7 голів.

## Кар'єра тренера
Розпочав тренерську кар'єру 2005 року, очоливши тренерський штаб клубу «Каршияка». Протягом наступних років тренував «Малатьяспор», «Мардінспор» та «Алтай».
2009 року став головним тренером команди юнацької збірної Туреччини (U-20). Готував команду для участі у домашнього для неї Молодіжного чемпіонату світу 2013, де турки успішно подолали груповий етап, утім вже в 1/8 фіналу вийшли на французів, майбутніх переможців турніру, яким поступилися з рахунком 1:4.
По завершенні турніру повернувся до роботи на клубному рівні, знову прийнявши команду «Алтая». Згодом тренував «Єні Малатьяспор» та «Бандирмаспор», а 2019 року входив до тренерського штабу «Денізліспора».

## Титули і досягнення

### Командні
- Чемпіон Туреччини (6):

«Бешикташ»: 1981-1982, 1986-1987, 1989-1990, 1990-1991, 1991-1992
«Фенербахче»: 1995-1996
- Володар Кубка Туреччини (3):

«Бешикташ»: 1988-1989, 1989-1990, 1993-1994
- Володар Суперкубка Туреччини (3):

«Бешикташ»: 1986, 1989, 1992
- Найкращий бомбардир чемпіонату Туреччини (1):

1989-1990 (28 голів)